# Camponotus caryae
Camponotus caryae es una especie de hormiga del género Camponotus, tribu Camponotini. Fue descrita científicamente por Fitch en 1855.
Se distribuye por Canadá, México y los Estados Unidos. Se ha encontrado a elevaciones de hasta 1682 metros. Vive cerca de pantanos y bosques.